# Kathryn Leigh Scott

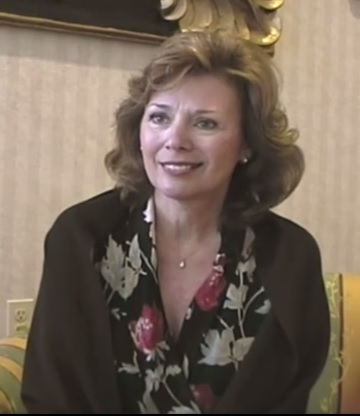
Kathryn Leigh Scott (2009)

Kathryn Leigh Scott (* 29. Januar 1943 laut anderen Quellen 1945 in Robbinsdale, Minnesota als Marlene Kringstad) ist eine US-amerikanische Schauspielerin, Autorin und Filmproduzentin, die für ihre Rollen in der Fernsehserie Dark Shadows bekannt ist.

## Leben
Scott wurde als Marlene Kringstad und Tochter von Ole und Hilda Kringstad, beide norwegischer Abstammung, geboren. Sie wuchs auf einer Farm in Robbinsdale, Minnesota auf und besuchte später die American Academy of Dramatic Arts. Nachdem sie in New York City angekommen war, arbeitete sie zunächst als Playboy Bunny und änderte ihren Namen in Kathryn Leigh Scott.
Sie ist für ihre Rollen Josette duPres, Rachel Drummond, Lady Hampshire bzw. Kitty Soames und Maggie Evans bzw. Collins in der Fernsehserie Dark Shadows bekannt, die sie von 1966 bis 1970 spielte. Im September 1970 verließ sie die Serie um zusammen mit ihrem Freund dem Fotografen Ben Martin, den sie noch im gleichen Jahr heiratete, nach Frankreich zu ziehen. Neben zahlreichen Gastauftritten in Fernsehserien hatte sie auch wiederkehrende Rollen als Annie Riordan in Philip Marlowe, Private Eye (1983) und Bunny Harvard in Dallas (1989). Filme, in denen sie spielte, sind unter anderem Das Schloß der Vampire (1970), Der große Gatsby (1974), Providence (1977), Witches' Brew (1980), Der Mordanschlag (1987), Doctor Mabuse (2013) und The Rising Light (2013).
Scott gründete 1986 den Buchverlag Pomegranate Press und schrieb selbst mehrere Bücher. In ihrer zweiten Ehe war sie von 1991 bis April 2011 mit dem späteren Herausgeber des Los Angeles magazine Geoff Miller verheiratet.

## Filmografie (Auswahl)
- 1966–1970: Dark Shadows (Fernsehserie, 311 Folgen)
- 1970: Schloß der Vampire (House of Dark Shadows)
- 1973: Harriet's Back in Town (Fernsehserie, zwei Folgen)
- 1974: Der große Gatsby (The Great Gatsby)
- 1974: Dem Bösen widerstehen (The Turn of the Screw, Fernsehfilm)
- 1974: Marked Personal (Fernsehserie, zwei Folgen)
- 1975: Brannigan – Ein Mann aus Stahl (Brannigan)
- 1977: Mondbasis Alpha 1 (Space: 1999, Fernsehserie, eine Folge)
- 1977: Providence
- 1978: Hawaii Fünf-Null (Hawaii Five-O, Fernsehserie, eine Folge)
- 1978: Baretta (Fernsehserie, eine Folge)
- 1978: Die Zwei mit dem Dreh (Switch, Fernsehserie, eine Folge)
- 1978: The Gypsy Warriors
- 1978: Der große Grieche (The Greek Tycoon)
- 1978: Simon Templar – Ein Gentleman mit Heiligenschein (Return of the Saint, Fernsehserie, eine Folge)
- 1979: Unsere kleine Farm (Little House on the Prairie, Fernsehserie, eine Folge)
- 1979: Quincy (Quincy, M. E., Fernsehserie, eine Folge)
- 1979: Der unglaubliche Hulk (The Incredible Hulk, Fernsehserie, eine Folge)
- 1979: Big Shamus, Little Shamus (Fernsehserie, zwei Folgen)
- 1979: Der Costa Rica-Auftrag (The Chinese Typewriter, Fernsehfilm)
- 1980: Witches' Brew
- 1980–1981: The Fonz and the Happy Days Gang (Fernsehserie, 24 Folgen, Stimme)
- 1981: Der Denver-Clan (Dynasty, Fernsehserie, zwei Folgen)
- 1981: Magnum (Magnum, P.I., Fernsehserie, eine Folge)
- 1982: Die nackte Pistole (Police Squad!, Fernsehserie, eine Folge)
- 1983: Die Himmelhunde von Boragora (Tales of the Gold Monkey, Fernsehserie, eine Folge)
- 1983: Philip Marlowe, Private Eye (Fernsehserie, vier Folgen)
- 1985: Cagney & Lacey (Fernsehserie, eine Folge)
- 1986: Ed Murrow – Reporter aus Leidenschaft (Murrow, Fernsehfilm)
- 1986: Das A-Team (The A-Team, Fernsehserie, eine Folge)
- 1986: The Last Days of Patton (Fernsehfilm)
- 1987: Der Mordanschlag (Assassination)
- 1987: Hotel (Fernsehserie, eine Folge)
- 1988: Unter der Sonne Kaliforniens (Knots Landing, Fernsehserie, eine Folge)
- 1988: Mr. Belvedere (Fernsehserie, eine Folge)
- 1988: Paradise (Fernsehserie, zwei Folgen)
- 1988, 1990: Jake und McCabe – Durch dick und dünn (Jake and the Fatman, Fernsehserie, zwei Folgen)
- 1989: Voice of the Heart (Fernsehfilm)
- 1989: Dallas (Fernsehserie, drei Folgen)
- 1989: Raumschiff Enterprise: Das nächste Jahrhundert (Star Trek: The Next Generation, Fernsehserie, eine Folge)
- 1989–1990: Matlock (Fernsehserie, drei Folgen)
- 1990: 21 Jump Street – Tatort Klassenzimmer (21 Jump Street, Fernsehserie, eine Folge)
- 1997: 187 – Eine tödliche Zahl (One Eight Seven)
- 1999: Die Profis – Die nächste Generation (CI5: The New Professionals, Fernsehserie, eine Folge)
- 2006: Huff – Reif für die Couch (Huff, Fernsehserie, eine Folge)
- 2008: Parasomnia
- 2012: Dark Shadows
- 2013: Doctor Mabuse
- 2013: The Rising Light
- 2017: Three Christs
- 2019: A Rainy Day in New York